# Willandra National Park
Willandra National Park är en park i Australien. Den ligger i delstaten New South Wales, i den sydöstra delen av landet, omkring 530 kilometer väster om delstatshuvudstaden Sydney. Willandra National Park ligger 118 meter över havet.
Trakten runt Willandra National Park är nära nog obefolkad, med mindre än två invånare per kvadratkilometer.. Närmaste större samhälle är Hillston, nära Willandra National Park.
Omgivningarna runt Willandra National Park är i huvudsak ett öppet busklandskap. Genomsnittlig årsnederbörd är 483 millimeter. Den regnigaste månaden är februari, med i genomsnitt 96 mm nederbörd, och den torraste är oktober, med 9 mm nederbörd.